# Burst of Joy
Burst of Joy (littéralement « Éclat de joie ») est une photographie prise par le photographe d'Associated Press Slava « Sal » Veder, du retour d'un prisonnier de guerre le 17 mars 1973 sur la base aérienne Travis en Californie.

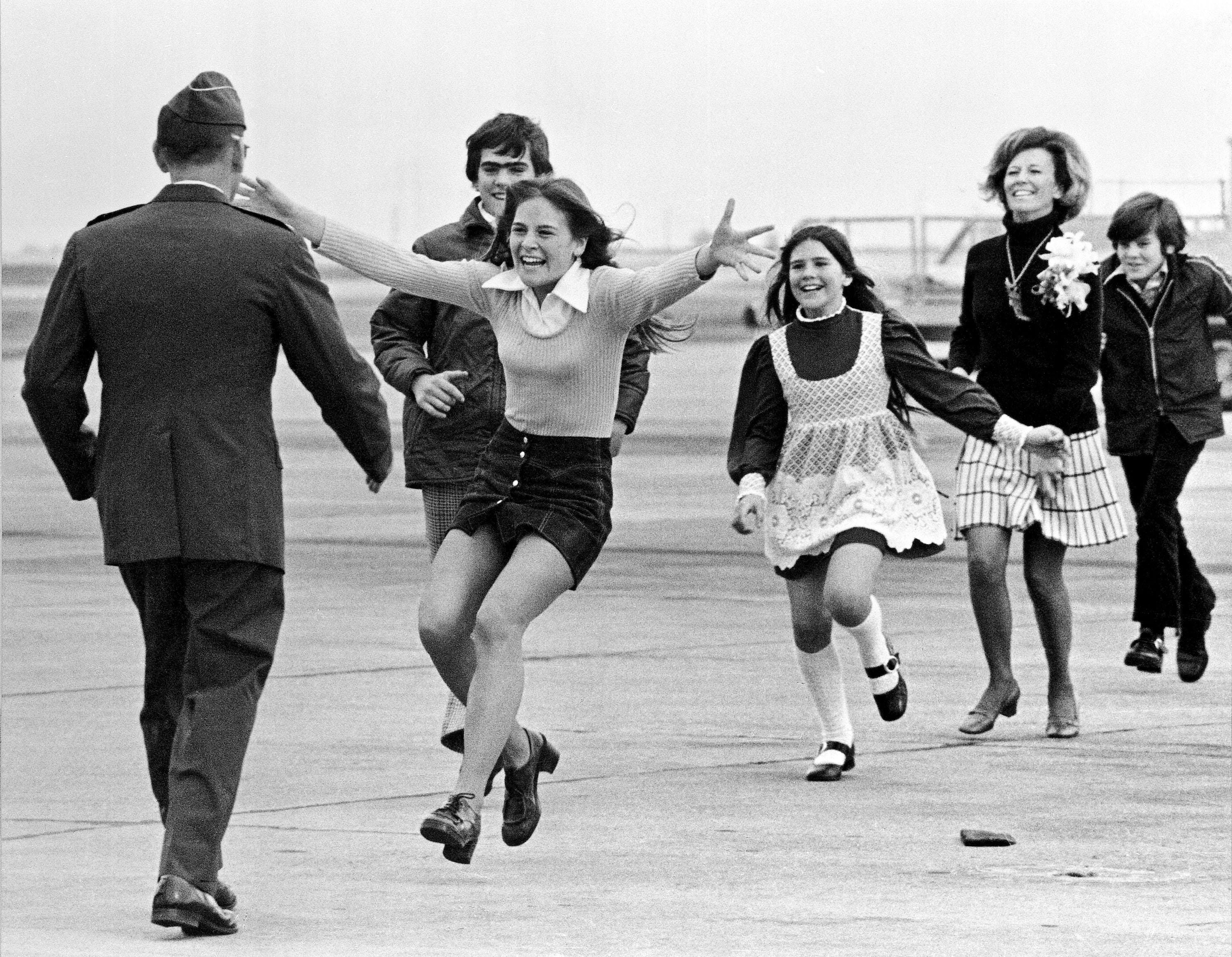
Burst of Joy, par Slava "Sal" Veder, 17 mars 1973

La photographie en est venue à symboliser la fin de l'engagement des États-Unis dans la guerre du Viêt Nam et le sentiment dominant que les militaires et leurs familles pouvaient entamer un processus de guérison après avoir enduré les horreurs de la guerre. Burst of Joy a permis à Veder de remporter un prix Pulitzer en 1974,.
La photographie en noir et blanc montre le militaire Robert L. Stirm, rentrant au pays à la suite de l'opération Homecoming, retrouvant sa famille après cinq ans de captivité. La pièce maîtresse de la photo est la fille de Stirm, Lorrie, âgée de quinze ans, qui accueille son père avec enthousiasme, les bras tendus, alors que le reste de la famille s'approche juste derrière elle.
Malgré les apparences, ce retour est amer pour Stirm car trois jours avant son arrivée aux États-Unis, le jour même de sa libération, Stirm reçoit une lettre de son épouse Loretta l'informant qu'elle souhaite divorcer, ce qui est effectif l'année suivante.